# Navadno tevje
Navadno tevje (starinsko tudi rumenkulja, znanstveno ime Hacquetia epipactis) je gozdna rastlina iz družine kobulnic.

## Taksonomija
Rastlino je leta 1772 prvi opisal Joannes Antonius Scopoli pod bazionimom Astrantia epipactis. Najdlje časa veljavno ime Hacquetia epipactis je leta 1830 objavil Augustin Pyramus de Candolle. Rod Hacquetia, katerega edina vrsta je tevje, se imenuje v čast zdravnika in botanika Balthasarja Hacqueta.
Novejše molekularne analize so pokazale, da je rod »Hacquetia« v resnici ugnezden znotraj rodu Sanicula, tevje pa prepoznale kot ozko sorodno navadnemu ženiklju.

## Opis
Tevje je zelnata trajnica, ki doseže višino 10–25 centimetrov. Iz vodoravne korenike izrašča eno do dve nerazvejeni stebli, pri dnu oviti v opnasti listni nožnici.
Navidezni cvetovi so v resnici socvetja – enostavni kobuli, ki jih obdajajo mnogo večji ogrinjalni listi (običajno 5 ali 6). Na obodu kobula so pecljati moški cvetovi, skoraj ali popolnoma sedeči cvetovi v sredini pa so dvospolni. Čašni listi so precej veliki in zašiljeni. Venčni listi so narobesrčasti in dolgi 1,5 milimetra. Plod je dvodelni pokovec.
Sočasno s socvetji ali po njih poženejo tudi listi, ki rastejo na dolgih trirobih pecljih in so trikrat ali redkeje petkrat dlanasto deljeni. Listni segmenti so plitvo krpati in v zgornji polovici nazobčani.

## Razširjenost
Tevje raste na dveh ločenih območjih v Evropi. Eno območje razširjenosti sega od severovzhodne Italije prek Slovenije, južne Avstrije in osrednje Hrvaške do skrajnega zahoda Bosne. Drugo, manjše, je v Karpatih in obsega češko Moravsko, Slovaško in južno Poljsko. Areala sta medsebojno oddaljena vsaj 250 kilometrov.
V Sloveniji je tevje splošno razširjeno od nižin do montanskega pasu. Manj ga je Julijskih Alpah in na severovzhodu države, na Obali pa ga ni.